# Capilla Santa
La capilla Santa, también llamada capilla Santa Ana por la representación en la vidriera que la ilumina, se abre al segundo tramo de la Basílica de la Asunción de Nuestra Señora de Lequeitio, sita en esa villa del País Vasco.
Fue construida en 1503 por Martínez de Acha (mercader) y su esposa María Urtiz de Guillistegui. Su embocadura es un arco apuntado apoyado en capiteles geométricos cuyas jambas arrancan de bases prismáticas escalonadas, está cerrada con reja de barrotes tardogótica, contemporánea a la construcción de la capilla. Se cubre con una bóveda de terceletes de cinco claves decoradas.
En septiembre del año 1585, con motivo de una profanación, se le impuso la pena general de cesación a divinis.
En su interior reúne piezas de distinta procedencia, a modo de exposición museística. Alberga un tríptico hispano-flamenco. En madera policromada, representa la Pasión del Señor (la flagelación, Cristo camino del Calvario, Crucifixión, Descendimiento y Resurrección), quizás pudiese estar relacionada con el llamado foco de Brujas, se trata de uno de los ejemplares más arcaicos del País Vasco.

## Muro izquierdo
- San Francisco: talla de autor lequeitiano, del siglo XIX.
- Virgen sedente: María muestra a su Hijo un racimo de uvas, como alusión a los sufrimientos de la Pasión. Talla tardo gótica de inicios del siglo XVI, muestra la naturalidad del infante así como una tierna relación entre los personajes.

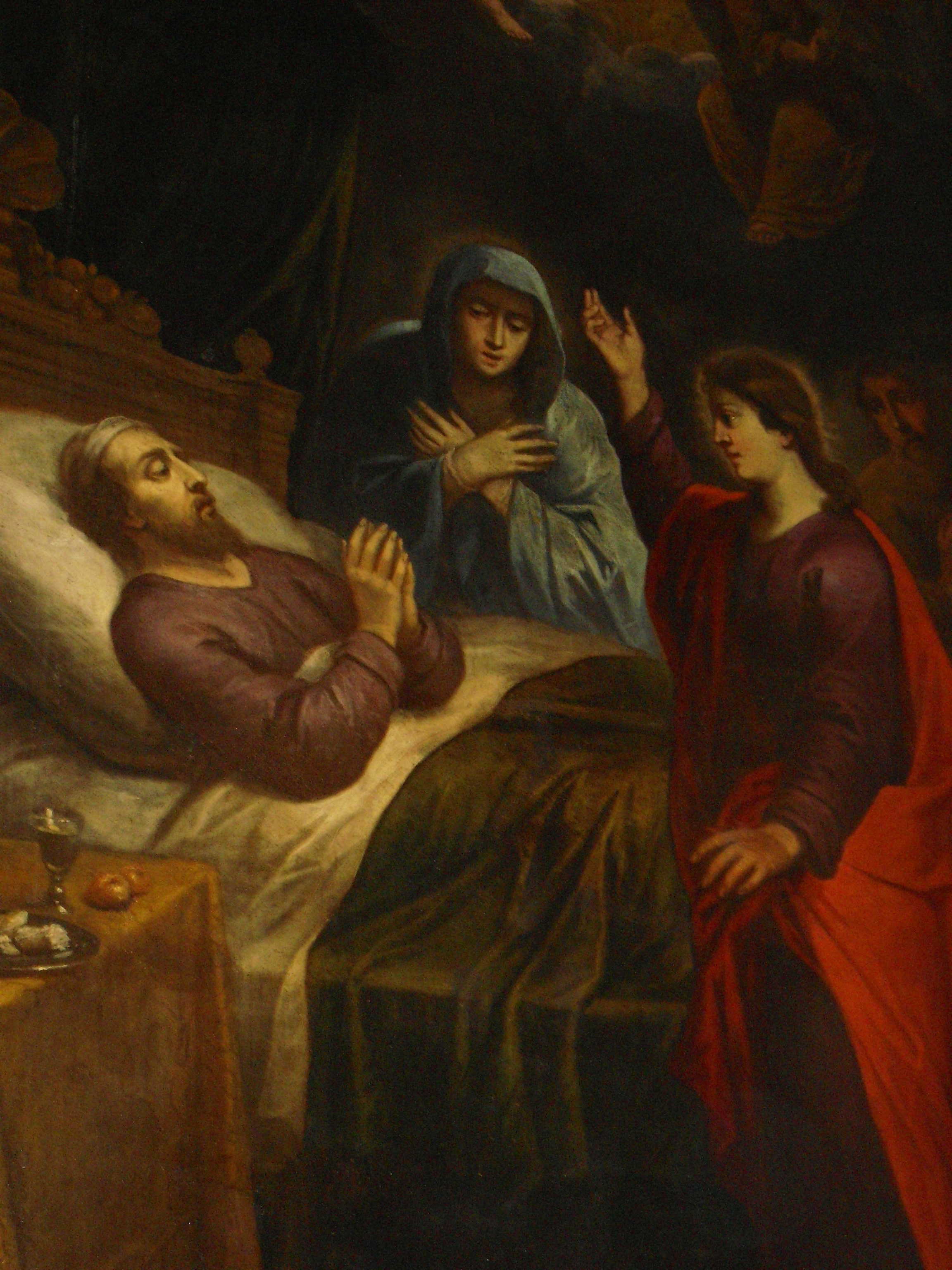
Muerte de San José.

- María Magdalena: según modelo popularizado por Pedro de Mena, Magdalena penitente (crucifijo, calavera, tarro de ungüentos y tosco ropaje de palma). Obra barroca de hacia 1726.
- San Juan Bautista: Pieza de mucho dinamismo realizada en 1747 por Juan Bautista de Mendizábal I, miembro de familia de escultores guipuzcoanos.
- Lienzos Flamencos: cuelgan en la pared dos tapices, la Huida a Egipto (Herp) de rico y brillante colorido, obra del pintor flamenco de la segunda mitad del siglo XVII Willem van Herp y Muerte de San José coetánea a la anterior y de autoría desconocida.

## Pared frontal
- Retablo de la Pasión: retablo procedente de la Capilla de San Gregorio Nacianceno, que se encontraba justo enfrente donde ahora esta el pórtico, traído por Pedro Ibánez de la Rentería, mercader, de alguno de sus viajes a Flandes. Es un relieve de arte flamenco, unidad compuesta por cinco escenas. A ambos lados izquierdo y derecho, del retablo, se ven.

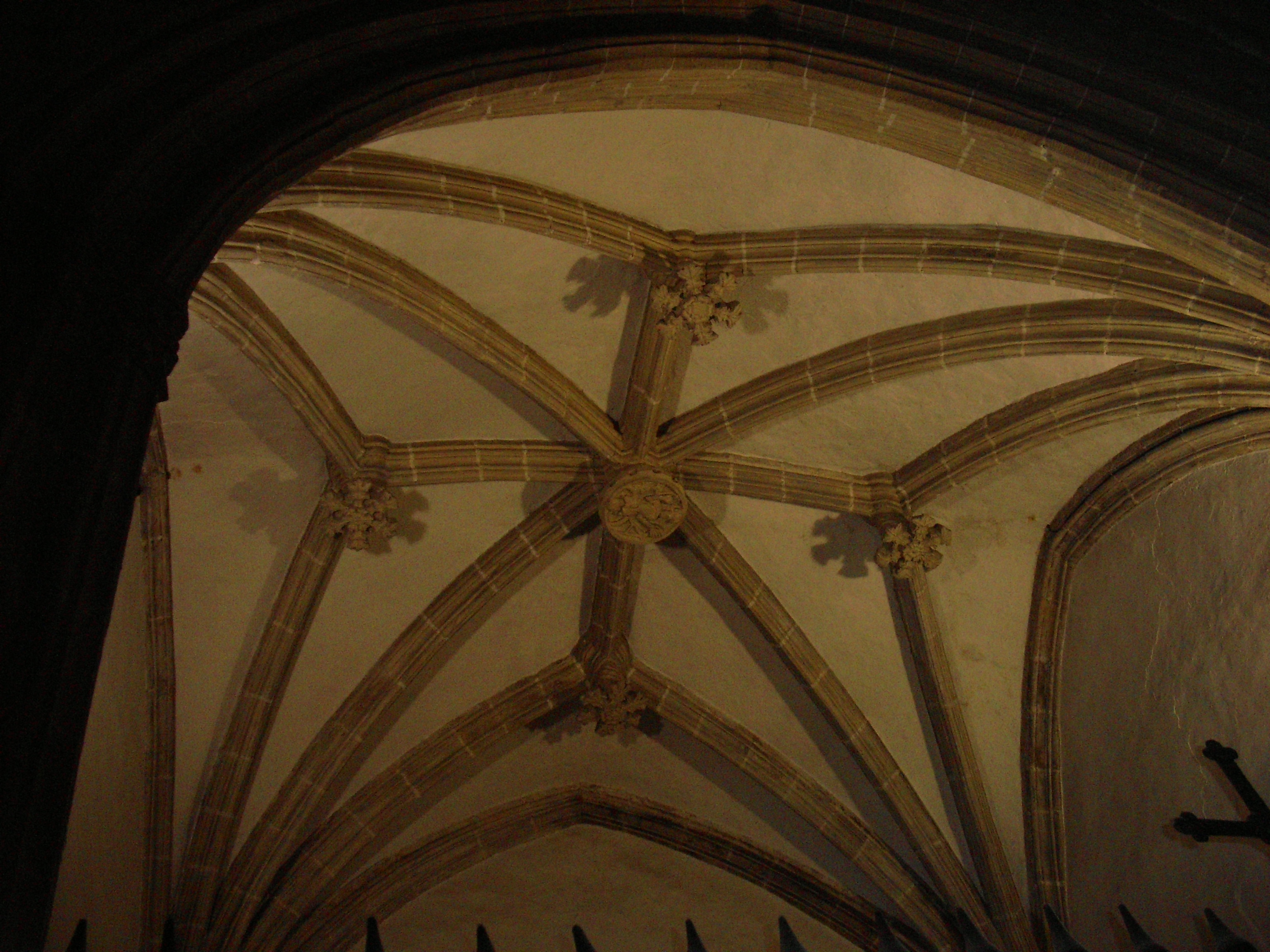
Techo Capilla Santa.

- Imágenes: San José con el Niño y Santa Teresa en éxtasis (con su paloma sobre el hombro) en peanas con volutas. Piezas elegantes y de finos rasgos de la imaginería rococó de mediados del siglo XVIII.
- Estandartes: procesionales de la Virgen de la Antigua y la cofradía de Pescadores.
- Caja: madera lacada decorada con escena de jardín oriental. Contiene colcha de seda fucsia, decorada con motivos florales y aves exóticas. Aunque traída de Manila, procede de China, siglo XIX.
- Emblemas litúrgicos: el canópeo o también llamado pavillón y el dorado neogótico tintinábulo concedidos por el papa León XIII en el siglo XIX (inscripción en la portada de la Basílica y certificado en la sacristía).

## Muro derecho
- Laudas funerarias: Las laudas  en bronce, que r presentan las figuras grabadas de los difuntos, yacentes, bajo doseles arquitectónicos apoyados sobre zócalos ornamentados con escenas de cacería. La del fondo, corresponde a María Ibánez de Uribarren y su esposo (1400). La más próxima, corresponde a Joan Peris de Ormaegui y Auria Martínez de Ceranta (fallecidos en 1382 y 1381). Son piezas singulares, no muy habituales en el panorama artístico de la península -de hecho la Basílica de Lequieitio es el único templo en el que se han conservado más de un ejemplar-. Su procedencia sería Brujas (Bélgica) a finales del siglo XIV. Es posible que aún haya alguna más sin descubrir en el subsuelo del templo que permanece intacto y en cuya madera aparecen señaladas con rombos las posiciones de las tumbas.

- Alabastro y mármol: Entre estas laudas se exponen dos esculturas de alabastro y una de mármol blanco. Los «alabrastros» empezaron a popularizarse en toda Europa a mediados del siglo XIV. Inicialmente en talleres de Nottingham o alrededores (1340-1380) mostrando figuras elegantes en armonía con el espíritu gótico, pero según el investigador británico Francis Cheetham, hay una segunda etapa (1380-1420) donde aparece el peculiar abultamiento de los ojos y los toques de dorado y desde 1420 en adelante constituye una floreciente industria, llegando a abrirse talleres en Londres y York. La Trinidad y Santa Catalina de Alejandría. Ambas con característicos ropajes de pliegues curvilíneos y formas anatómicas estereotipadas, con rostros inexpresivos, ojos abultados o dedos largos e indefinidos. Procedentes de talleres ingleses con destino a sendas hornacinas situadas en las calles de la villa. Sobre una peana de piedra, la imagen de Virgen María, obra del escultor francés Armand Toussaint (1806-1862), discípulo de David de Argers, realizada en 1856, según consta al pie de la imagen.
- Pila bautismal

## Parte central
En el centro de la capilla se expone un palio bordado del siglo XVIII.
Sobre ella, el Sudario de Lequeito o Sábana Santa: Sábana similar a la Sábana Santa que existe en Turín, traída el año 1620 por Antonio Navarro Larreategui, (1554-1624), autor de Epitome de los Señores de Vizcaya, preboste de Lequeitio, después de haber sido secretario del príncipe Carlos Manuel I de Saboya (XI duque de Saboya), así como también, secretario de Estado y del despacho Universal de Italia para el rey Felipe III. En ella aparece la inscripción de autenticidad "EXTRAXIT EX ORIGINALI AVGVSTAE TAVRNORUN ANNO 1620.
También se incluyen en la capilla otros objetos como mobiliario, libros de música y misales, atriles, etc.